# Palmira Barbosa
Palmira Leitão de Almeida Barbosa, knicknamed Mirita, sinh 25 tháng 11 năm 1961, là đáng chú ý nhất Angola nữ và châu Phi bóng ném người chơi. Bà bắt đầu sự nghiệp của mình tại Clube Ferroviário de Luanda vào những năm 1980 và năm 1996 chuyển đến Petro Atlético. Bà gia nhập đội bóng ném Angolan năm 1980. Bà xuất hiện lần đầu tại World Cup năm 1990 tại Hàn Quốc. Sau đó, bà chơi thêm ba cúp thế giới. Vào tháng 2 năm 2000, ở tuổi 39, cô tuyên bố nghỉ hưu và mong muốn theo đuổi sự nghiệp huấn luyện. Sau đó, bà đã xem xét lại và chơi thêm hai mùa với câu lạc bộ mới thành lập ENANA.

## Thành tựu
Trong suốt sự nghiệp rực rỡ của mình, cô đã chinh phục 8 chức vô địch câu lạc bộ châu Phi với Petro Atlético, 4 giải vô địch châu Phi cho Angola, 3 danh hiệu toàn châu Phi, cũng như tham gia 4 cúp thế giới và 1 trận Olympic (1996).
Năm 1998, Liên đoàn bóng ném châu Phi đã bầu chọn cô là Cầu thủ bóng ném nữ hay nhất mọi thời đại.

## Chính trị
Hiện tại, cô là thành viên của quốc hội cho đảng cầm quyền MPLA.